# UzME
Uz:ME（ウズメ）は、日本の女性声優・田中理恵とスウェーデンのミュージシャンの2人組・パトリック・レオンハート、シモン・アンダンテによって結成された音楽ユニットである。

## メンバー
- 田中理恵（1月3日生まれ）
  - 担当：ボーカル
- パトリック・レオンハート（Patrik Leonheart、3月21日生まれ）
  - 担当：作曲・アレンジ・プロデュース
- シモン・アンダンテ（Simon Andante、2月9日生まれ）
  - 担当：作曲・アレンジ・プロデュース

## 来歴
2022年
- 1月7日 - ユニット結成をSNSで発表[1]。同日、ファーストシングルの発売日を各メディアで発表した[2][3]。
- 2月25日 - デビューシングルとなる「SEARCHLIGHT」を配信限定で発売。
- 5月4日 - ヒューリックホール東京にて開催されたイベント『SPECIAL MOTION IMPRESS LIVE 2022 ～SMILE LIVE 2022@GW～』でユニットとして初出演を果たす[4]。
- 8月19日 - 2枚目のシングル「ナマエモナイカンジョウ」を配信限定で発売[5]。

2023年
- 9月2日 - 赤羽ReNY alphaにて開催されたイベント『電脳DIVE Vol.11』に出演[6]。

2024年
- 12月13日 - 1枚目のミニアルバム『SPECTRA』を配信限定でリリース[7]。

## ディスコグラフィ

### シングル

#### 配信限定シングル
|     | 発売日        | タイトル               |
| --- | ------------- | ---------------------- |
| 1st | 2022年2月25日 | SEARCHLIGHT            |
| 2nd | 2022年8月19日 | ナマエモナイカンジョウ |
| 3rd | 2024年1月26日 | ALPINA                 |
| 4th | 2024年4月26日 | 玉響                   |
| 5th | 2024年8月9日  | THIS IS IT             |

### ミニ・アルバム
|     | 発売日         | タイトル |
| --- | -------------- | -------- |
| 1st | 2024年12月13日 | SPEKTRA  |